# Grille (architecture)
Pour les articles homonymes, voir Grille.

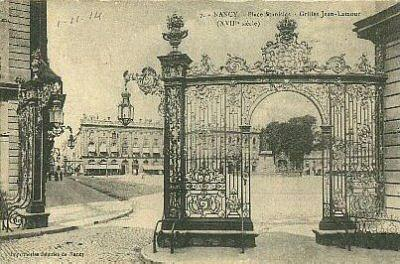
Grille de la place Stanislas à Nancy en 1914

En architecture, la grille est une clôture, assemblage de barreaux fermant une ouverture ou séparant des parties d'un édifice :
- grille de bois - Voir treillage
- grille en fer forgé
- grille d'un parloir (maison d'arrêt ou confessionnal)
- Grille : Portail entre deux piliers de pierre ou fermeture temporaire d'une propriété. Elle peut être simple ou double, pivotante sur des gonds ou à guillotine comme les herses des châteaux.
  - En France, le plus bel exemple de grille est sans aucun doute celle de la Place Stanislas à Nancy.
- Grille de fenêtre : barreaux métalliques scellés dans l'encadrement des fenêtres pour assurer la sécurité et empêcher les intrusions. Surtout installée sur les ouvertures se trouvant au rez-de-chaussée des bâtiments.
- Fermeture d'un vasistas ou d'un guichet.

## Fermeture d'un orifice
- Grille d'égout;
- Grille de fourneau qui retient les braises et laisse passer la cendre;
- Grille d'aération;

## Galerie

Modèles de grille en fonte.
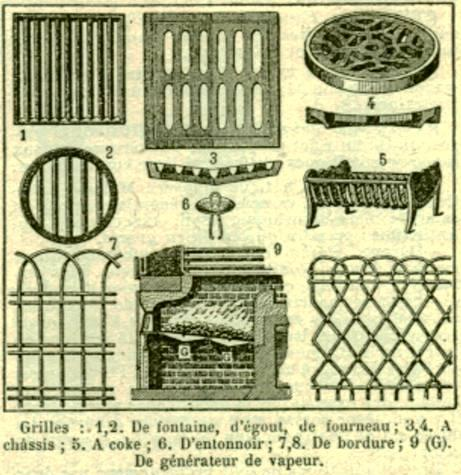
Différentes grilles en architecture.
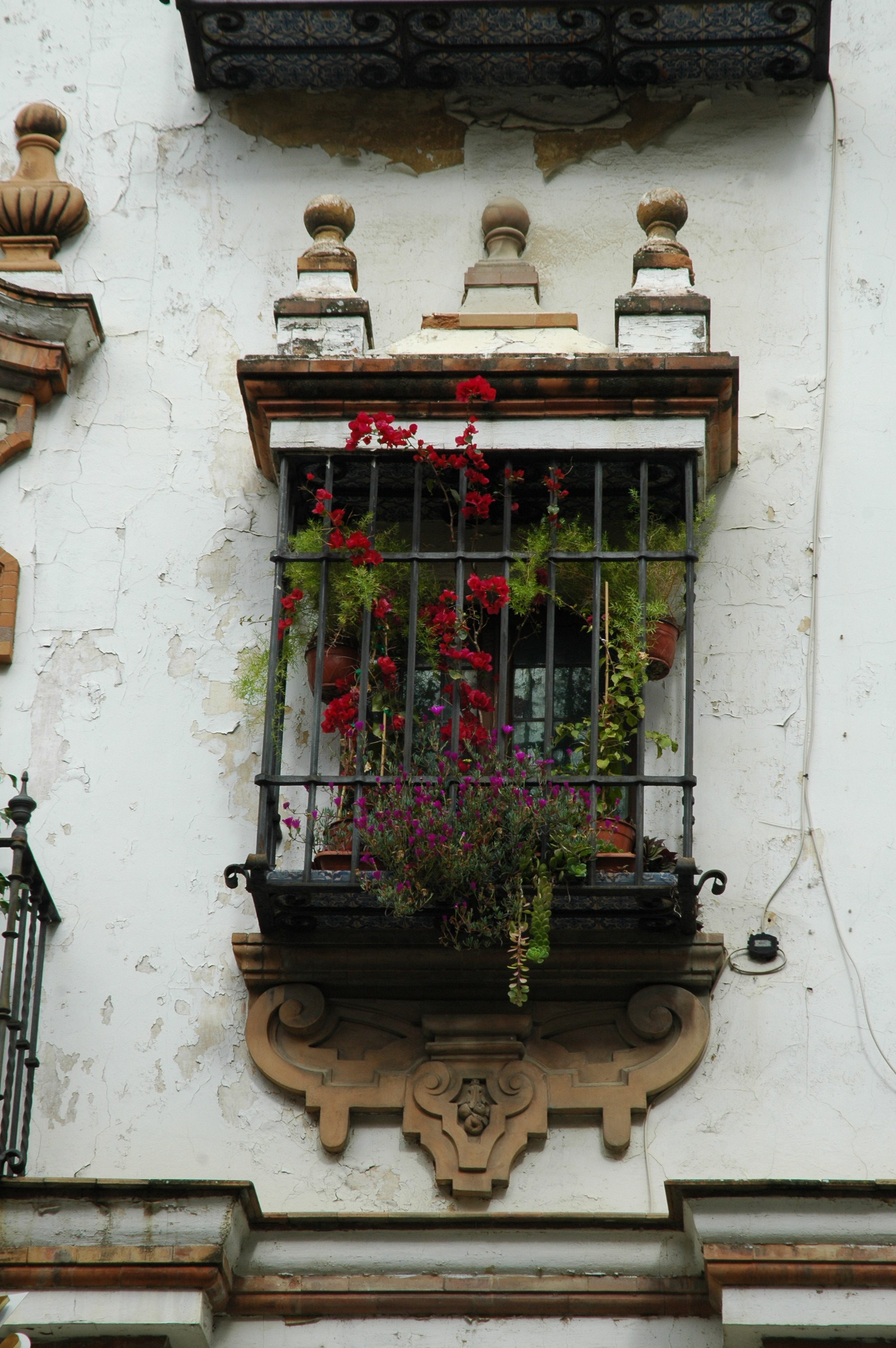
Fenêtre avec grille de la Cerveceria Giralda à Séville (Andalousie), Espagne.
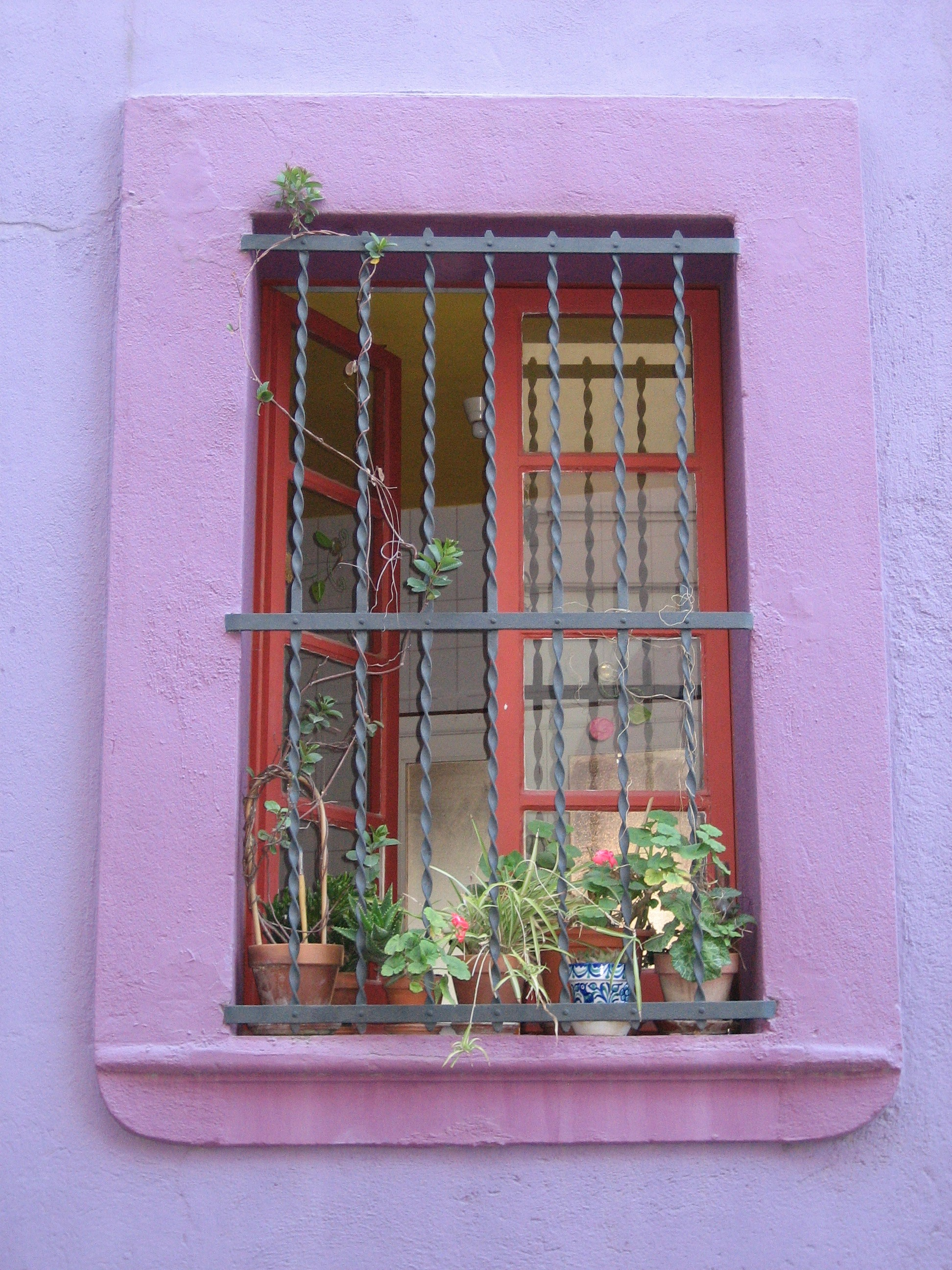
Fenêtre avec grille dans la rue menant au Parc Güell à Barcelone.

### Articles liés
- Baie (architecture)
- Glossaire de l'architecture
- Grillage